# Lorenzo Pavolini
Lorenzo Pavolini (Roma, 24 aprile 1964) è uno scrittore italiano.

## Biografia
Scrittore. Autore radiofonico. Fiancheggiatore teatrale. È vicedirettore della rivista Nuovi argomenti. Alla figura del gerarca e ministro fascista Alessandro Pavolini, padre di suo padre, ha dedicato il libro Accanto alla tigre, pubblicato nel 2010 e finalista al premio Strega. 
Dal 1998 lavora a Radio3 Rai, dove - spesso in collaborazione con Anna Antonelli - ha curato diverse trasmissioni, i radiodocumentari (Centolire, 1998-2003 e Tre soldi, fino al 2017), i radiodrammi ("Atto unico presente" e "Dialoghi possibili", che ha vinto il Prix Italia nel 2001 nella categoria Radio Drama con "Dhulan, la sposa indiana" di Melania Mazzucco, regia di Wilma Labate) la radionovelas (Sala Giochi di Goffredo Fofi e Maurizio Braucci, 2001), le letture di Ad alta voce, i cicli di Pantheon, le puntate di "Wikiradio", la trasmissione "meridionalista" Zazà. Per Radio3 è stato inoltre autore del documentario Ninnananna di Natale, vincitore nel 2003 del Grand Prix de la Radio URTI e nel 2018 è autore, insieme a Chiara Valerio, di Frankenstein Serial, un podcast in 20 puntate interpretato da Tommaso Ragno, con la regia di Jonathan Zenti. Nel 2024 ha adattato l'epistolario di Giacomo Matteotti e sua moglie Velia Titta (Paolo Musio e Antonella Attili) nel dialogo radiofonico: Cara Velia, caro Giaki.
Ha partecipato alla fondazione dell'Associazione Apollo 11, da cui è nata l'Orchestra di Piazza Vittorio. Dal 2008 al 2011 è stato membro del comitato artistico del Teatro Stabile di Napoli "Mercadante". È attivo nel campo della produzione e organizzazione teatrale, anche attraverso scritti critici comparsi su libri e riviste, traduzioni e adattamenti.
Nel 2019 con Michela Cescon adatta per la scena il romanzo di Moravia La donna leopardo. Nel 2021 con Fabrizio Gifuni ha scritto e interpretato il reading Marco Polo della luna per il centenario di Giuseppe Di Vagno. Nel 2022 collabora con Massimo Popolizio alla drammaturgia di M Il figlio del secolo, dal romanzo di Antonio Scurati; e con Benedetta Tobagi a La resistenza delle donne (reading-spettacolo con Anna Bonaiuto). Con Davide Sapienza è autore dei podcast Nelle tracce del lupo e Ghiaccio sottile (RaiPlaySound), vincitore del premio del Pod - Italian Podcast Award - edizione 2024 - categoria Green . Con Alexandra Genzini è autore del podcast Casa Moravia Racconta. Ha diretto la Scuola Passaggi di Fano. È docente dell’Accademia di scrittura creativa Molly Bloom.

## Opere

### Autore
- Senza Rivoluzione, Giunti, 1997;
- Essere pronto, Pequod, 2005:
- Ecatombe, i girini della storia, con Serafino Amato, libro+ dvd, Headmaster, 2008;
- Accanto alla tigre, Fandango, 2010; Marsilio, 2019[13]
- Tre fratelli magri, Fandango, 2012[14][15]
- Si sente in fondo? Avventure dell'ascolto, Ediesse, 2013 (postfazione di Goffredo Fofi)[16]
- L'invenzione del vento, Marsilio[17], 2019
- Nelle tracce del lupo, con Davide Sapienza, Ediciclo, 2024
- L'ora dei maestri perduti. Enzo Siciliano e la Repubblica delle lettere, con Flavio Santi, Italo Svevo, 2025

### Curatore
- Italville: new Italian writing, Exile edition, 2005;
- Le interviste impossibili, Donzelli, 2006